# Sainte-Cécile (Indre)
Sainte-Cécile ist eine Ortschaft und eine Commune déléguée in der französischen Gemeinde Val-Fouzon mit 86 Einwohnern (Stand: 1. Januar 2022) im Département Indre in der Region Centre-Val de Loire. Die Einwohner werden Céciliens genannt.
Seit 1. Januar 2016 bilden die früheren Gemeinden Parpeçay, Sainte-Cécile und Varennes-sur-Fouzon die Gemeinde Val-Fouzon. Die Gemeinde Sainte-Cécile gehörte zum Arrondissement Issoudun und zum Kanton Valençay.

## Geographie
Sainte-Cécile liegt rund 56 Kilometer westnordwestlich von Bourges und 30 Kilometer nordnordöstlich von Châteauroux.

## Geschichte
| Jahr                       | 1962 | 1968 | 1975 | 1982 | 1990 | 1999 | 2006 | 2013 |
| Einwohner                  | 163  | 139  | 118  | 110  | 90   | 99   | 106  | 96   |
| Quellen: Cassini und INSEE |      |      |      |      |      |      |      |      |

## Sehenswürdigkeiten
- ehemalige Kirche Sainte-Cécile